# La Gileppe
La Gileppe is een Natura 2000-gebied in Wallonië rondom het meer en het riviertje de Gileppe. Het beslaat een flink deel van het westelijke Hertogenwoud. Het Natura 2000-gebied is 1174 hectare groot. Er komen zeventien Europees beschermde habitattypen voor en negen Europees beschermde dier- en plantensoorten. Het gebied heeft grotendeels ook de status van gewestelijk beschermd natuurpark. Bijna 18% van het gebied is privaat eigendom; ruim 82% is eigendom van een lokale, gewestelijke of andere overheid.

## Habitats
De habitats die het gebied kwalificeren voor Europese bescherming zijn divers. De boshabitats bestaan voor een relatief grote oppervlakte uit zuurminnende beukenbossen van het type veldbies-beukenbos. Op de veel nattere zandgronden richting het plateau van de Hoge Venen komt vooral berken-eikenbos voor. De iets rijkere gronden zijn het habitat van het eiken-haagbeukenbos. In de dalen van de vele riviertjes en beekjes vindt men voedselarme moerassige veenbosjes en rivierbegeleidend elzen-essenbos. De kenmerkende waterhabitats zijn riviertjes met vegetaties van fijne waterranonkel en sterrenkroos. De open habitats met Europese bescherming zijn de vochtige heiden met gewone dophei, laaggelegen schrale hooilanden en eutrafente ruigten.

## Soorten
De kwalificerende soorten voor Europese bescherming zijn vooral vogelsoorten. Kenmerkende bossoorten zijn middelste bonte specht, zwarte specht en grijskopspecht, maar ook de zwarte ooievaar. Dat deze vier bossoorten hier voorkomen onderstreept het belang van grote loofbossen als leefgebied. De oehoe en de wespendief leven zowel in het bos als in meer open terrein. De ijsvogel en Cottus gobio (een donderpad) zijn gebonden aan water. Een andere Europees beschermde soort is Callimorpha quadripunctaria (Spaanse vlag, een vlinder). Daarnaast komt in het gebied nog een soort voor van de Waalse Rode lijst: de alpenwatersalamander.